# 자바바
자바바 (자마마)는 히타이트 전신으로 아카드 전통에서 나왔다. 히타이트 신으로 그를 채용하여 히타이트는 아나톨리아에서 숭배하였다. 그는 아카드 신 닌우르타로 확인된다. 그의 후르족 이름은 아스타비스이다
자바바는 키시의 주신이었으며 그의 성소는 에메테우르사그였다.
몇몇 고대 메소포타미아의 왕의 이름은 자바바를 기념하여 지어졌는데, 키시의 우르-자바바, 카사이트의 자바바슘마이디니 바빌론 왕이 그 예이다.